# Список прапорів Папства
Це список прапорів, які використовувалися у Ватикані та його попереднику, Папській області.

## Національний прапор і державний прапор
| Прапор | Дата                  | використання                        | опис |
| ------ | --------------------- | ----------------------------------- | --- |
|        | 7 червня 1929–дотепер | Державний прапор і цивільний прапор | Два поля, розділені вертикально, жовте поле з боку древка та біле поле з іншого боку, на якому розміщено тіару та ключі. Співвідношення: 1:1. |

## Папські прапори
| Прапор | Дата      | використання    | опис                                                                                      |
| ------ | --------- | --------------- | ----------------------------------------------------------------------------------------- |
|        | 2005–2013 | Папський вимпел | З жовтою смугою на стороні древка та особистим гербом Папи Бенедикта кольору білої мушки. |

## Військовий прапор
| Прапор | Дата         | використання        | опис                                                                                              |
| ------ | ------------ | ------------------- | ------------------------------------------------------------------------------------------------- |
|        | 2013–дотепер | Швейцарська гвардія | Папський гвардійський прапор 1914 року, але з гербами Папи Франциска та коменданта Крістофа Графа |

## Історичні прапори
| Прапор | Дата         | використання                                                         | опис |
| ------ | ------------ | -------------------------------------------------------------------- | --- |
|        |              | Папський морський прапор                                             | Білий прапор із версією герба Святого Престолу між фігурами святих Петра та Павла.                                      |
|        | 1300-ті      | Прапор Папи Боніфація VIII                                           | |
|        | 1510-ті      | Прапор Папи Лева Х                                                   | |
|        | 1520-ті      |                                                                      | |
|        | 1520-ті      | Прапор, який використовував папський військовий стратег Якопо Пезаро | |
|        | 1540-ті      | Прапор Папи Павла III                                                | |
|        | 1669–1771    | Прапор папських кораблів                                             | Прапор із Христом на хресті, святими Петром і Павлом.                                                                   |
|        | ?–1808       |                                                                      | Червоний і жовтий; два кольори, традиційні для римського сенату та народу. Кольори схожі на сучасний прапор міста Рим . |
|        | 1803–1825    | Прапор папських торгових кораблів                                    | Білий |
|        | 1849         | Прапор Римської республіки                                           | Італійський триколор із використанням темніших кольорів із фразою DIO E POPOLO (Бог і люди) в центрі.                   |
|        | 1825–1870 рр | Прапор папських торгових кораблів                                    | Жовтий і білий. |